# Højskolejournal 1969
Højskolejournal 1969 er en dansk dokumentarfilm fra 1969, der er instrueret af Peter Roos efter manuskript af Franz Ernst. Filmen er optaget på Vallekilde og Krogerup Højskole.

## Handling
Højskolen som idé og funktion i dagens uddannelsessamfund, set i elevernes perspektiv. En stribe af elever kommer til orde, men kun et par forstandere og lærere. Herved tegnes et tidsbestemt billede af højskolen mere som metode og miljø end som begreb.